# 퍼스트 소액금융은행-아프가니스탄
퍼스트 소액금융은행-아프가니스탄(First MicroFinance Bank, FMFB-A)은 아프가니스탄의 소액금융 기관의 저축대출 기관으로 특히 여성을 포함한 취약계층에 소액 대출을 제공하고 있다. 2004년에 설립되었다.